# Węgoryty
Wgoryty [vɛŋɡɔˈrɨtɨ] (tiếng Đức: Wangritten) là một ngôi làng thuộc khu hành chính của Gmina Bartoszyce, thuộc huyện Bartoszycki, Warmińsko-Mazurskie, ở phía bắc Ba Lan, gần biên giới với tỉnh Kaliningrad của Nga. Nó nằm khoảng 11 kilômét (7 mi) về phía đông nam của Bartoszyce và 53 km (33 mi) về phía đông bắc của thủ đô khu vực Olsztyn.